# ロンドン映画批評家協会賞
ロンドン映画批評家協会賞（ロンドンえいがひひょうかきょうかいしょう、London Film Critics Circle）は、映画賞のひとつである。1913年からイギリスで行われている。

## 主な部門

### 作品賞
| 年   | 受賞作                                | 監督                           | 制作国                                                         |
| ---- | ------------------------------------- | ------------------------------ | -------------------------------------------------------------- |
| 1980 | 『地獄の黙示録』                      | フランシス・フォード・コッポラ | アメリカ合衆国                                                 |
| 1981 | 『炎のランナー』                      | ヒュー・ハドソン               | イギリス                                                       |
| 1982 | 『ミッシング』                        | コスタ＝ガヴラス               | アメリカ合衆国                                                 |
| 1983 | 『キング・オブ・コメディ』            | マーティン・スコセッシ         | アメリカ合衆国                                                 |
| 1984 | 『パリ、テキサス』                    | ヴィム・ヴェンダース           | 西ドイツ フランス                                              |
| 1985 | 『カイロの紫のバラ』                  | ウディ・アレン                 | アメリカ合衆国                                                 |
| 1986 | 『眺めのいい部屋』                    | ジェームズ・アイヴォリー       | イギリス                                                       |
| 1987 | 『戦場の小さな天使たち』              | ジョン・ブアマン               | アメリカ合衆国                                                 |
| 1988 | 『スリル・オブ・ゲーム』              | デヴィッド・マメット           | アメリカ合衆国                                                 |
| 1989 | 『遠い声、静かな暮らし』              | テレンス・デイヴィス           | イギリス                                                       |
| 1990 | 『ウディ・アレンの重罪と軽罪』        | ウディ・アレン                 | アメリカ合衆国                                                 |
| 1991 | 『テルマ&ルイーズ』                   | リドリー・スコット             | アメリカ合衆国                                                 |
| 1992 | 『許されざる者』                      | クリント・イーストウッド       | アメリカ合衆国                                                 |
| 1993 | 『ピアノ・レッスン』                  | ジェーン・カンピオン           | オーストラリア ニュージーランド フランス                       |
| 1994 | 『シンドラーのリスト』                | スティーヴン・スピルバーグ     | アメリカ合衆国                                                 |
| 1995 | 『ベイブ』                            | クリス・ヌーナン               | オーストラリア                                                 |
| 1996 | 『ファーゴ』                          | ジョエル・コーエン             | アメリカ合衆国                                                 |
| 1997 | 『L.A.コンフィデンシャル』            | カーティス・ハンソン           | アメリカ合衆国                                                 |
| 1998 | 『プライベート・ライアン』            | スティーヴン・スピルバーグ     | アメリカ合衆国                                                 |
| 1999 | 『アメリカン・ビューティー』          | サム・メンデス                 | アメリカ合衆国                                                 |
| 2000 | 『マルコビッチの穴』                  | スパイク・ジョーンズ           | アメリカ合衆国                                                 |
| 2001 | 『ムーラン・ルージュ』                | バズ・ラーマン                 | オーストラリア アメリカ合衆国                                  |
| 2002 | 『アバウト・シュミット』              | アレクサンダー・ペイン         | アメリカ合衆国                                                 |
| 2003 | 『マスター・アンド・コマンダー』      | ピーター・ウィアー             | アメリカ合衆国                                                 |
| 2004 | 『サイドウェイ』                      | アレクサンダー・ペイン         | アメリカ合衆国                                                 |
| 2005 | 『ブロークバック・マウンテン』        | アン・リー                     | アメリカ合衆国                                                 |
| 2006 | 『ユナイテッド93』                    | ポール・グリーングラス         | アメリカ合衆国                                                 |
| 2007 | 『ノーカントリー』                    | コーエン兄弟                   | アメリカ合衆国                                                 |
| 2008 | 『レスラー』                          | ダーレン・アロノフスキー       | アメリカ合衆国                                                 |
| 2009 | 『預言者』                            | ジャック・オディアール         | フランス                                                       |
| 2010 | 『ソーシャル・ネットワーク』          | デヴィッド・フィンチャー       | アメリカ合衆国 カナダ                                          |
| 2011 | 『アーティスト』                      | ミシェル・アザナヴィシウス     | フランス                                                       |
| 2012 | 『愛、アムール』                      | ミヒャエル・ハネケ             | オーストリア                                                   |
| 2013 | 『それでも夜は明ける』                | スティーヴ・マックイーン       | イギリス アメリカ合衆国                                        |
| 2014 | 『6才のボクが、大人になるまで。』     | リチャード・リンクレイター     | アメリカ合衆国                                                 |
| 2015 | 『マッドマックス 怒りのデス・ロード』 | ジョージ・ミラー               | オーストラリア アメリカ合衆国                                  |
| 2016 | 『ラ・ラ・ランド』                    | デイミアン・チャゼル           | アメリカ合衆国                                                 |
| 2017 | 『スリー・ビルボード』                | マーティン・マクドナー         | アメリカ合衆国 イギリス                                        |
| 2018 | 『ROMA/ローマ』                       | アルフォンソ・キュアロン       | メキシコ アメリカ合衆国                                        |
| 2019 | 『パラサイト 半地下の家族』           | ポン・ジュノ                   | 韓国                                                           |
| 2020 | 『ノマドランド』                      | クロエ・ジャオ                 | アメリカ合衆国                                                 |
| 2021 | 『パワー・オブ・ザ・ドッグ』          | ジェーン・カンピオン           | イギリス オーストラリア アメリカ合衆国 カナダ ニュージーランド |

### 監督賞
| 年   | 受賞者                                 | 題名                                       | 制作国                                                         |
| ---- | -------------------------------------- | ------------------------------------------ | -------------------------------------------------------------- |
| 1980 | ニコラス・ローグ                       | 『ジェラシー』                             | イギリス                                                       |
| 1981 | アンジェイ・ワイダ                     | 『鉄の男』                                 | ポーランド                                                     |
| 1982 | コスタ＝ガヴラス                       | 『ミッシング』                             | アメリカ合衆国                                                 |
| 1983 | アンジェイ・ワイダ                     | 『ダントン』                               | ポーランド                                                     |
| 1984 | ニール・ジョーダン                     | 『狼の血族』                               | イギリス                                                       |
| 1985 | ローランド・ジョフィ                   | 『キリング・フィールド』                   | イギリス                                                       |
| 1986 | 黒澤明                                 | 『乱』                                     | 日本                                                           |
| 1987 | スタンリー・キューブリック             | 『フルメタル・ジャケット』                 | アメリカ合衆国                                                 |
| 1988 | ジョン・ヒューストン                   | 『ザ・デッド/『ダブリン市民』より』        | イギリス アメリカ合衆国 アイルランド                           |
| 1989 | テレンス・デイヴィス                   | 『遠い声、静かな暮し』                     | イギリス                                                       |
| 1990 | ウディ・アレン                         | 『ウディ・アレンの重罪と軽罪』             | アメリカ合衆国                                                 |
| 1991 | リドリー・スコット                     | 『テルマ&ルイーズ』                        | アメリカ合衆国                                                 |
| 1992 | ロバート・アルトマン                   | 『ザ・プレイヤー』                         | アメリカ合衆国                                                 |
| 1993 | ジェームズ・アイヴォリー               | 『日の名残り』                             | イギリス                                                       |
| 1994 | スティーヴン・スピルバーグ             | 『シンドラーのリスト』                     | アメリカ合衆国                                                 |
| 1995 | ピーター・ジャクソン                   | 『乙女の祈り』                             | ニュージーランド                                               |
| 1996 | ジョエル・コーエン                     | 『ファーゴ』                               | アメリカ合衆国                                                 |
| 1997 | カーティス・ハンソン                   | 『L.A.コンフィデンシャル』                 | アメリカ合衆国                                                 |
| 1998 | ピーター・ウィアー                     | 『トゥルーマン・ショー』                   | アメリカ合衆国                                                 |
| 1999 | サム・メンデス                         | 『アメリカン・ビューティー』               | アメリカ合衆国                                                 |
| 2000 | スパイク・ジョーンズ                   | 『マルコビッチの穴』                       | アメリカ合衆国                                                 |
| 2001 | アレハンドロ・ゴンサレス・イニャリトゥ | 『アモーレス・ペロス』                     | メキシコ                                                       |
| 2002 | フィリップ・ノイス                     | 『愛の落日』                               | アメリカ合衆国 ドイツ オーストラリア                           |
| 2002 | フィリップ・ノイス                     | 『裸足の1500マイル』                       | オーストラリア                                                 |
| 2003 | クリント・イーストウッド               | 『ミスティック・リバー』                   | アメリカ合衆国                                                 |
| 2004 | マーティン・スコセッシ                 | 『アビエイター』                           | アメリカ合衆国                                                 |
| 2005 | アン・リー                             | 『ブロークバック・マウンテン』             | アメリカ合衆国                                                 |
| 2006 | ポール・グリーングラス                 | 『ユナイテッド93』                         | アメリカ合衆国                                                 |
| 2007 | ポール・トーマス・アンダーソン         | 『ゼア・ウィル・ビー・ブラッド』           | アメリカ合衆国                                                 |
| 2008 | デヴィッド・フィンチャー               | 『ベンジャミン・バトン 数奇な人生』        | アメリカ合衆国                                                 |
| 2009 | キャスリン・ビグロー                   | 『ハート・ロッカー』                       | アメリカ合衆国                                                 |
| 2010 | デイヴィッド・フィンチャー             | 『ソーシャル・ネットワーク』               | アメリカ合衆国                                                 |
| 2011 | ミシェル・アザナヴィシウス             | 『アーティスト』                           | フランス                                                       |
| 2012 | アン・リー                             | 『ライフ・オブ・パイ/トラと漂流した227日』 | アメリカ合衆国                                                 |
| 2013 | アルフォンソ・キュアロン               | 『ゼロ・グラビティ』                       | アメリカ合衆国 イギリス                                        |
| 2014 | リチャード・リンクレイター             | 『6才のボクが、大人になるまで。』          | アメリカ合衆国                                                 |
| 2015 | ジョージ・ミラー                       | 『マッドマックス 怒りのデス・ロード』      | オーストラリア アメリカ合衆国                                  |
| 2016 | ネメシュ・ラースロー                   | 『サウルの息子』                           | ハンガリー                                                     |
| 2017 | ショーン・ベイカー                     | 『フロリダ・プロジェクト 真夏の魔法』      | アメリカ合衆国                                                 |
| 2018 | アルフォンソ・キュアロン               | 『ROMA/ローマ』                            | メキシコ アメリカ合衆国                                        |
| 2019 | ポン・ジュノ                           | 『パラサイト 半地下の家族』                | 韓国                                                           |
| 2020 | スティーヴ・マックイーン               | 『スモール・アックス』                     | イギリス                                                       |
| 2021 | ジェーン・カンピオン                   | 『パワー・オブ・ザ・ドッグ』               | イギリス オーストラリア アメリカ合衆国 カナダ ニュージーランド |

### 男優賞
| 年   | 受賞者                       | 作品                                                  |
| ---- | ---------------------------- | ----------------------------------------------------- |
| 2000 | ラッセル・クロウ             | 『グラディエーター』                                  |
| 2001 | ビリー・ボブ・ソーントン     | 『バーバー』                                          |
| 2002 | マイケル・ケイン             | 『愛の落日』                                          |
| 2003 | ショーン・ペン               | 『ミスティック・リバー』                              |
| 2004 | ジェイミー・フォックス       | 『Ray/レイ』                                          |
| 2005 | ブルーノ・ガンツ             | 『ヒトラー 〜最期の12日間〜』                         |
| 2006 | フォレスト・ウィテカー       | 『ラスト・キング・オブ・スコットランド』              |
| 2007 | ダニエル・デイ＝ルイス       | 『ゼア・ウィル・ビー・ブラッド』                      |
| 2008 | ミッキー・ローク             | 『レスラー』                                          |
| 2009 | クリストフ・ヴァルツ         | 『イングロリアス・バスターズ』                        |
| 2010 | コリン・ファース             | 『英国王のスピーチ』                                  |
| 2011 | ジャン・デュジャルダン       | 『アーティスト』                                      |
| 2012 | ホアキン・フェニックス       | 『ザ・マスター』                                      |
| 2013 | キウェテル・イジョフォー     | 『それでも夜は明ける』                                |
| 2014 | マイケル・キートン           | 『バードマン あるいは（無知がもたらす予期せぬ奇跡）』 |
| 2015 | トム・コートネイ             | 『さざなみ』                                          |
| 2016 | ケイシー・アフレック         | 『マンチェスター・バイ・ザ・シー』                    |
| 2017 | ティモシー・シャラメ         | 『君の名前で僕を呼んで』                              |
| 2018 | イーサン・ホーク             | 『魂のゆくえ』                                        |
| 2019 | ホアキン・フェニックス       | 『ジョーカー』                                        |
| 2020 | チャドウィック・ボーズマン   | 『マ・レイニーのブラックボトム』                      |
| 2021 | ベネディクト・カンバーバッチ | 『パワー・オブ・ザ・ドッグ』                          |

### 女優賞
| 年   | 受賞者                     | 作品                                                            |
| ---- | -------------------------- | --------------------------------------------------------------- |
| 1991 | スーザン・サランドン       | 『テルマ&ルイーズ』『僕の美しい人だから』                       |
| 1992 | ジュディ・デイヴィス       | 『夫たち、妻たち』『バートン・フィンク』『裸のランチ』          |
| 1993 | ホリー・ハンター           | 『ピアノ・レッスン』                                            |
| 1994 | リンダ・フィオレンティーノ | 『甘い毒』                                                      |
| 1995 | ニコール・キッドマン       | 『誘う女』                                                      |
| 1996 | フランシス・マクドーマンド | 『ファーゴ』                                                    |
| 1997 | クレア・デインズ           | 『ロミオ+ジュリエット』                                         |
| 1998 | ケイト・ブランシェット     | 『エリザベス』                                                  |
| 1999 | アネット・ベニング         | 『アメリカン・ビューティー』                                    |
| 2000 | ジュリア・ロバーツ         | 『エリン・ブロコビッチ』                                        |
| 2001 | ニコール・キッドマン       | 『アザーズ』『ムーラン・ルージュ』                              |
| 2002 | ストッカード・チャニング   | 『The Business of Strangers』                                   |
| 2003 | ジュリアン・ムーア         | 『エデンより彼方に』                                            |
| 2004 | イメルダ・スタウントン     | 『ヴェラ・ドレイク』                                            |
| 2005 | ナオミ・ワッツ             | 『キング・コング』                                              |
| 2006 | メリル・ストリープ         | 『プラダを着た悪魔』                                            |
| 2007 | マリオン・コティヤール     | 『エディット・ピアフ〜愛の讃歌〜』                              |
| 2008 | ケイト・ウィンスレット     | 『愛を読むひと』『レボリューショナリー・ロード/燃え尽きるまで』 |
| 2009 | モニーク                   | 『プレシャス』                                                  |
| 2010 | アネット・ベニング         | 『キッズ・オールライト』                                        |
| 2011 | アンナ・パキン             | 『マーガレット』                                                |
| 2011 | メリル・ストリープ         | 『マーガレット・サッチャー 鉄の女の涙』                         |
| 2012 | エマニュエル・リヴァ       | 『愛、アムール』                                                |
| 2013 | ケイト・ブランシェット     | 『ブルージャスミン』                                            |
| 2014 | ジュリアン・ムーア         | 『アリスのままで』                                              |
| 2015 | シャーロット・ランプリング | 『さざなみ』                                                    |
| 2016 | イザベル・ユペール         | 『未来よ こんにちは』                                           |
| 2017 | フランシス・マクドーマンド | 『スリー・ビルボード』                                          |
| 2018 | オリヴィア・コールマン     | 『女王陛下のお気に入り』                                        |
| 2019 | レネー・ゼルウィガー       | 『ジュディ 虹の彼方に』                                         |
| 2020 | フランシス・マクドーマンド | 『ノマドランド』                                                |
| 2021 | オリヴィア・コールマン     | 『ロスト・ドーター』                                            |

### 助演男優賞
| 年   | 受賞者                         | 作品                                          |
| ---- | ------------------------------ | --------------------------------------------- |
| 1997 | ルパート・エヴェレット         | 『ベスト・フレンズ・ウェディング』            |
| 1998 | ナイジェル・ホーソーン         | 『私の愛情の対象』                            |
| 1999 | マイケル・ケイン               | 『リトル・ヴォイス』                          |
| 2000 | アルバート・フィニー           | 『エリン・ブロコビッチ』                      |
| 2001 | ポール・ベタニー               | 『ROCK YOU!』                                 |
| 2002 | ケネス・ブラナー               | 『ハリー・ポッターと秘密の部屋』              |
| 2003 | ビル・ナイ                     | 『ラブ・アクチュアリー』                      |
| 2004 | フィル・デイヴィス (俳優)      | 『ヴェラ・ドレイク』                          |
| 2005 | トム・ホランダー               | 『プライドと偏見』                            |
| 2006 | マイケル・ケイン               | 『プレステージ』                              |
| 2007 | トム・ウィルキンソン           | 『フィクサー』                                |
| 2008 | エディ・マーサン               | 『Happy Go Lucky』                            |
| 2011 | ケネス・ブラナー               | 『マリリン 7日間の恋』                        |
| 2012 | フィリップ・シーモア・ホフマン | 『ザ・マスター』                              |
| 2013 | バーカッド・アブディ           | 『キャプテン・フィリップス』                  |
| 2014 | J・K・シモンズ                 | 『セッション』                                |
| 2015 | マーク・ライランス             | 『ブリッジ・オブ・スパイ』                    |
| 2016 | マハーシャラ・アリ             | 『ムーンライト』                              |
| 2016 | トム・ベネット                 | 『Love & Friendship』                         |
| 2017 | ヒュー・グラント               | 『パディントン2』                             |
| 2018 | リチャード・E・グラント        | 『ある女流作家の罪と罰』                      |
| 2019 | ジョー・ペシ                   | 『アイリッシュマン』                          |
| 2020 | ショーン・パークス             | 『スモール・アックス:マングローブ(Mangrove)』 |
| 2021 | コディ・スミット＝マクフィー   | 『パワー・オブ・ザ・ドッグ』                  |

### 助演女優賞
| 年   | 受賞者                     | 作品                                                                                          |
| ---- | -------------------------- | --------------------------------------------------------------------------------------------- |
| 1997 | ミニー・ドライヴァー       | 『ポイント・ブランク/殺し屋の憂鬱』 『シェフとギャルソン、リストランテの夜』 『スリーパーズ』 |
| 1998 | ケイト・ベッキンセイル     | 『ラスト・デイズ・オブ・ディスコ』                                                            |
| 1998 | ミニー・ドライヴァー       | 『グッド・ウィル・ハンティング/旅立ち』                                                       |
| 1999 | リン・レッドグレイヴ       | 『ゴッド・アンド・モンスター』                                                                |
| 2000 | サマンサ・モートン         | 『ギター弾きの恋』                                                                            |
| 2001 | ヘレン・ミレン             | 『ゴスフォード・パーク』 『Last Orders』                                                      |
| 2002 | エミリー・ワトソン         | 『レッド・ドラゴン』                                                                          |
| 2003 | エマ・トンプソン           | 『ラブ・アクチュアリー』                                                                      |
| 2004 | ロモーラ・ガライ           | 『Inside I'm Dancing』                                                                        |
| 2005 | タンディ・ニュートン       | 『クラッシュ』                                                                                |
| 2006 | エミリー・ブラント         | 『プラダを着た悪魔』                                                                          |
| 2007 | ケリー・マクドナルド       | 『ノーカントリー』                                                                            |
| 2007 | ヴァネッサ・レッドグレイヴ | 『つぐない』                                                                                  |
| 2008 | イメルダ・スタウントン     | 『ベンジャミン・バトン 数奇な人生』                                                           |
| 2011 | サレー・バヤト             | 『別離』                                                                                      |
| 2012 | アン・ハサウェイ           | 『レ・ミゼラブル』                                                                            |
| 2013 | ルピタ・ニョンゴ           | 『それでも夜は明ける』                                                                        |
| 2014 | パトリシア・アークエット   | 『6才のボクが、大人になるまで。』                                                             |
| 2015 | ケイト・ウィンスレット     | 『スティーブ・ジョブズ』                                                                      |
| 2016 | ナオミ・ハリス             | 『ムーンライト』                                                                              |
| 2017 | レスリー・マンヴィル       | 『ファントム・スレッド』                                                                      |
| 2018 | レイチェル・ワイズ         | 『女王陛下のお気に入り』                                                                      |
| 2019 | ローラ・ダーン             | 『マリッジ・ストーリー』                                                                      |
| 2020 | マリア・バカローヴァ       | 『続・ボラット 栄光ナル国家だったカザフスタンのためのアメリカ貢ぎ物計画』                     |
| 2021 | ルース・ネッガ             | 『PASSING -白い黒人-』                                                                        |

### 脚本賞
| 年   | 受賞者                                        | 作品                                                  |
| ---- | --------------------------------------------- | ----------------------------------------------------- |
| 1980 | スティーヴ・テシック                          | 『ヤング・ゼネレーション』                            |
| 1981 | コリン・ウェランド                            | 『炎のランナー』                                      |
| 1982 | コスタ＝ガヴラス ドナルド・スチュワート       | 『ミッシング』                                        |
| 1983 | ルース・プラワー・ジャブヴァーラ              | 『熱砂の日』                                          |
| 1984 | フィリップ・カウフマン                        | 『ライトスタッフ』                                    |
| 1985 | アラン・ベネット                              | 『最強最後の晩餐』                                    |
| 1986 | ウディ・アレン                                | 『ハンナとその姉妹』                                  |
| 1987 | アラン・ベネット                              | 『プリック・アップ』                                  |
| 1988 | デヴィッド・マメット                          | 『スリル・オブ・ゲーム』                              |
| 1989 | クリストファー・ハンプトン                    | 『危険な関係』                                        |
| 1990 | ウディ・アレン                                | 『ウディ・アレンの重罪と軽罪』                        |
| 1991 | デヴィッド・マメット                          | 『殺人課』                                            |
| 1992 | マイケル・トルキン                            | 『ザ・プレイヤー』                                    |
| 1993 | ハロルド・ライミス ダニー・ルビン             | 『恋はデジャ・ブ』                                    |
| 1994 | クエンティン・タランティーノ                  | 『パルプ・フィクション』                              |
| 1995 | ポール・アタナシオ                            | 『ディスクロージャー』『クイズ・ショウ』              |
| 1996 | コーエン兄弟                                  | 『ファーゴ』                                          |
| 1997 | ブライアン・ヘルゲランド カーティス・ハンソン | 『L.A.コンフィデンシャル』                            |
| 1998 | アンドリュー・ニコル                          | 『トゥルーマン・ショー』『ガタカ』                    |
| 1999 | アラン・ボール                                | 『アメリカン・ビューティー』                          |
| 2000 | チャーリー・カウフマン                        | 『マルコビッチの穴』                                  |
| 2001 | コーエン兄弟                                  | 『バーバー』                                          |
| 2002 | アンドリュー・ボーヴェル                      | 『ランタナ』                                          |
| 2003 | ピーター・ウィアー ジョン・コリー             | 『マスター・アンド・コマンダー』                      |
| 2004 | チャーリー・カウフマン                        | 『エターナル・サンシャイン』                          |
| 2005 | ポール・ハギス ボビー・モレスコ               | 『クラッシュ』                                        |
| 2006 | ピーター・モーガン                            | 『クィーン』                                          |
| 2007 | フロリアン・ヘンケル・フォン・ドナースマルク  | 『善き人のためのソナタ』                              |
| 2008 | サイモン・ボーファイ                          | 『スラムドッグ$ミリオネア』                           |
| 2009 | Simon Blackwell Armando Iannucci Tony Roche   | 『In the Loop』                                       |
| 2010 | アーロン・ソーキン                            | 『ソーシャル・ネットワーク』                          |
| 2011 | アスガル・ファルハーディー                    | 『別離』                                              |
| 2012 | ミヒャエル・ハネケ                            | 『愛、アムール』                                      |
| 2013 | コーエン兄弟                                  | 『インサイド・ルーウィン・デイヴィス 名もなき男の歌』 |
| 2014 | ウェス・アンダーソン                          | 『グランド・ブダペスト・ホテル』                      |
| 2015 | トム・マッカーシー ジョシュ・シンガー         | 『スポットライト 世紀のスクープ』                     |
| 2016 | ケネス・ロナーガン                            | 『マンチェスター・バイ・ザ・シー』                    |
| 2017 | マーティン・マクドナー                        | 『スリー・ビルボード』                                |
| 2018 | デボラ・デイヴィス トニー・マクナマラ         | 『女王陛下のお気に入り                                |
| 2019 | ノア・バームバック                            | 『マリッジ・ストーリー』                              |
| 2020 | クロエ・ジャオ                                | 『ノマドランド』                                      |
| 2021 | 濱口竜介 大江崇允                             | 『ドライブ・マイ・カー』                              |

### アッテンボロー賞（イギリス映画およびアイルランド映画）
| 年   | 受賞作品                                            | 監督                       |
| ---- | --------------------------------------------------- | -------------------------- |
| 1991 | 『ライフ・イズ・スイート』                          | マイク・リー               |
| 1992 | 『ハワーズ・エンド』                                | ジェームズ・アイヴォリー   |
| 1993 | 『日の名残り』                                      | ジェームズ・アイヴォリー   |
| 1994 | 『フォー・ウェディング』                            | マイク・ニューウェル       |
| 1995 | 『英国万歳!』                                       | ニコラス・ハイトナー       |
| 1996 | 『秘密と嘘』                                        | マイク・リー               |
| 1997 | 『フル・モンティ』                                  | ピーター・カッタネオ       |
| 1998 | 『ロック、ストック&トゥー・スモーキング・バレルズ』 | ガイ・リッチー             |
| 1999 | 『ぼくの国、パパの国』                              | ダミアン・オドネル         |
| 2000 | 『リトル・ダンサー』                                | スティーブン・フリアーズ   |
| 2001 | 『ゴスフォード・パーク』                            | ロバート・アルトマン       |
| 2002 | 『人生は、時々晴れ』                                | マイク・リー               |
| 2003 | 『マグダレンの祈り』                                | ピーター・マラン           |
| 2004 | 『ヴェラ・ドレイク』                                | マイク・リー               |
| 2005 | 『ナイロビの蜂』                                    | フェルナンド・メイレレス   |
| 2006 | 『クィーン』                                        | スティーブン・フリアーズ   |
| 2007 | 『コントロール』                                    | アントン・コービン         |
| 2008 | 『スラムドッグ$ミリオネア』                         | ダニー・ボイル             |
| 2009 | 『フィッシュ・タンク』                              | アンドレア・アーノルド     |
| 2010 | 『英国王のスピーチ』                                | トム・フーパー             |
| 2011 | 『少年は残酷な弓を射る』                            | リン・ラムジー             |
| 2012 | 『バーバリアン怪奇映画特殊音響効果製作所』          | ピーター・ストリックランド |
| 2013 | 『The Selfish Giant』                               | Clio Barnard               |
| 2014 | 『アンダー・ザ・スキン 種の捕食』                   | ジョナサン・グレイザー     |
| 2015 | 『さざなみ』                                        | アンドリュー・ヘイ         |
| 2016 | 『わたしは、ダニエル・ブレイク』                    | ケン・ローチ               |
| 2017 | 『ダンケルク』                                      | クリストファー・ノーラン   |
| 2018 | 『女王陛下のお気に入り』                            | ヨルゴス・ランティモス     |
| 2019 | 『スーヴェニア -私たちが愛した時間-』               | ジョアンナ・ホッグ         |
| 2020 | 『セイント・モード/狂信』                           | ローズ・グラス             |
| 2021 | 『The Souvenir Part II』                            | ジョアンナ・ホッグ         |

### 監督賞（イギリス国内）
| 年   | 受賞者                   | 作品                             |
| ---- | ------------------------ | -------------------------------- |
| 1991 | アラン・パーカー         | 『ザ・コミットメンツ』           |
| 1992 | ニール・ジョーダン       | 『クライング・ゲーム』           |
| 1993 | ケン・ローチ             | 『レイニング・ストーンズ』       |
| 1994 | マイク・ニューウェル     | 『フォー・ウェディング』         |
| 1995 | マイケル・ラドフォード   | 『イル・ポスティーノ』           |
| 1996 | マイク・リー             | 『秘密と嘘』                     |
| 1997 | アンソニー・ミンゲラ     | 『イングリッシュ・ペイシェント』 |
| 1998 | ジョン・ブアマン         | 『ジェネラル 天国は血の匂い』    |
| 1999 | リン・ラムジー           | 『ボクと空と麦畑』               |
| 2000 | スティーブン・フリアーズ | 『リトル・ダンサー』             |
| 2001 | グリンダ・チャーダ       | 『What's Cooking』               |
| 2002 | クリストファー・ノーラン | 『インソムニア』                 |
| 2003 | ピーター・マラン         | 『マグダレンの祈り』             |
| 2004 | マイク・リー             | 『ヴェラ・ドレイク』             |
| 2005 | ジョー・ライト           | 『プライドと偏見』               |
| 2006 | スティーブン・フリアーズ | 『クィーン』                     |
| 2007 | ポール・グリーングラス   | 『ボーン・アルティメイタム』     |
| 2008 | ダニー・ボイル           | 『スラムドッグ$ミリオネア』      |

### 男優賞（イギリス国内）
| 年   | 受賞者                       | 作品 |
| ---- | ---------------------------- | --- |
| 1991 | アラン・リックマン           | 『クローズ・マイ・アイズ』 『ロビン・フッド』 『愛しい人が眠るまで』 『ブラッディ・ガン』                                            |
| 1992 | ダニエル・デイ＝ルイス       | 『ラスト・オブ・モヒカン』 |
| 1993 | デヴィッド・シューリス       | 『ネイキッド』 |
| 1994 | レイフ・ファインズ           | 『シンドラーのリスト』 |
| 1995 | ナイジェル・ホーソーン       | 『英国万歳!』 |
| 1996 | イアン・マッケラン           | 『リチャード三世』 |
| 1996 | ユアン・マクレガー           | 『トレインスポッティング』 『ブラス!』 『ピーター・グリーナウェイの枕草子』 『エマ』                                                 |
| 1997 | ロバート・カーライル         | 『フル・モンティ』 『フェイス』 『カルラの歌』                                                                                       |
| 1998 | ブレンダン・グリーソン       | 『ジェネラル 天国は血の匂い』 |
| 1999 | ジェレミー・ノーサム         | 『ハッピー、テキサス』 『理想の結婚』 『5シリングの真実』                                                                            |
| 2000 | ジム・ブロードベント         | 『トプシー・ターヴィー』 |
| 2001 | ユアン・マクレガー           | 『ムーラン・ルージュ』 |
| 2002 | ヒュー・グラント             | 『アバウト・ア・ボーイ』 |
| 2003 | ポール・ベタニー             | 『マスター・アンド・コマンダー』 |
| 2004 | ダニエル・クレイグ           | 『Jの悲劇』 |
| 2005 | レイフ・ファインズ           | 『ナイロビの蜂』 |
| 2006 | トビー・ジョーンズ           | 『Infamous』 |
| 2007 | ジェームズ・マカヴォイ       | 『つぐない』 |
| 2008 | ミヒャエル・ファスベンダー   | 『Hunger』 |
| 2009 | コリン・ファース             | 『シングルマン』 |
| 2010 | クリスチャン・ベール         | 『ザ・ファイター』 |
| 2011 | マイケル・ファスベンダー     | 『危険なメソッド』 『SHAME -シェイム-』                                                                                              |
| 2012 | トビー・ジョーンズ           | 『バーバリアン怪奇映画特殊音響効果製作所』                                                                                           |
| 2013 | ジェームズ・マカヴォイ       | 『フィルス』 『トランス』 『ビトレイヤー』                                                                                           |
| 2014 | ティモシー・スポール         | 『ターナー、光に愛を求めて』 |
| 2015 | トム・ハーディ               | 『マッドマックス 怒りのデス・ロード』 『レヴェナント: 蘇えりし者』 『レジェンド 狂気の美学』 『London Road』                         |
| 2016 | アンドリュー・ガーフィールド | 『ハクソー・リッジ』 『沈黙 -サイレンス-』                                                                                           |
| 2017 | ダニエル・カルーヤ           | 『ゲット・アウト』 |
| 2018 | ルパート・エヴェレット       | 『さすらいの人 オスカー・ワイルド』                                                                                                  |
| 2019 | ロバート・パティンソン       | 『ハイ・ライフ(High Life)』 『キング』 『ライトハウス』                                                                              |
| 2020 | リズ・アーメッド             | 『Mogul Mowgli』 『サウンド・オブ・メタル -聞こえるということ-』                                                                     |
| 2021 | アンドリュー・ガーフィールド | 『タミー・フェイの瞳』 『メインストリーム』 『スパイダーマン:ノー・ウェイ・ホーム』 『Tick, tick... BOOM! : チック、チック…ブーン!』 |

### 女優賞（イギリス国内）
| 年   | 受賞者                           | 作品 |
| ---- | -------------------------------- | --- |
| 1993 | ミランダ・リチャードソン         | 『ダメージ』 |
| 1994 | クリシー・ロック                 | 『レディバード・レディバード』                                                                                        |
| 1995 | ケイト・ウィンスレット           | 『乙女の祈り』 |
| 1991 | ブレンダ・ブレッシン             | 『秘密と嘘』 |
| 1997 | ジュディ・デンチ                 | 『Queen Victoria 至上の恋』                                                                                           |
| 1998 | ヘレナ・ボナム＝カーター         | 『鳩の翼』 |
| 1999 | エミリー・ワトソン               | 『ほんとうのジャクリーヌ・デュ・プレ』 『アンジェラの灰』                                                             |
| 2000 | ジュリー・ウォルターズ           | 『リトル・ダンサー』                                                                                                  |
| 2001 | ジュディ・デンチ                 | 『アイリス』 |
| 2002 | レスリー・マンヴィル             | 『人生は、時々晴れ』                                                                                                  |
| 2003 | アン・リード                     | 『The Mother』 |
| 2004 | エヴァ・バーシッスル             | 『やさしくキスをして』                                                                                                |
| 2004 | ケイト・ウィンスレット           | 『エターナル・サンシャイン』                                                                                          |
| 2005 | レイチェル・ワイズ               | 『ナイロビの蜂』 |
| 2006 | ヘレン・ミレン                   | 『クィーン』 |
| 2007 | ジュリー・クリスティ             | 『アウェイ・フロム・ハー君を想う』                                                                                    |
| 2008 | クリスティン・スコット・トーマス | 『I've Loved You So Long』                                                                                            |
| 2009 | キャリー・マリガン               | 『17歳の肖像』 |
| 2010 | レスリー・マンヴィル             | 『家族の庭』 |
| 2011 | オリヴィア・コールマン           | 『マーガレット・サッチャー 鉄の女の涙』 『思秋期』                                                                    |
| 2012 | アンドレア・ライズボロー         | 『シャドー・ダンサー』                                                                                                |
| 2013 | ジュディ・デンチ                 | 『あなたを抱きしめる日まで』                                                                                          |
| 2014 | ロザムンド・パイク               | 『ゴーン・ガール』 『海賊じいちゃんの贈りもの』                                                                       |
| 2015 | シアーシャ・ローナン             | 『ブルックリン』 『ロスト・リバー』                                                                                   |
| 2016 | ケイト・ベッキンセイル           | 『ラブ&フレンドシップ』                                                                                               |
| 2017 | サリー・ホーキンス               | 『しあわせの絵の具 愛を描く人 モード・ルイス』 『パディントン2』 『シェイプ・オブ・ウォーター』                       |
| 2018 | ジェシー・バックリー             | 『Beast』 『ワイルド・ローズ』                                                                                        |
| 2019 | フローレンス・ピュー             | 『ファイティング・ファミリー』 『ストーリー・オブ・マイライフ/わたしの若草物語』 『ミッドサマー』                     |
| 2020 | モーフィッド・クラーク           | 『Eternal Beauty』 『セイント・モード/狂信』                                                                          |
| 2021 | ティルダ・スウィントン           | 『フレンチ・ディスパッチ ザ・リバティ、カンザス・イヴニング・サン別冊』 『MEMORIA メモリア』 『The Souvenir Part II』 |

### 脚本賞（イギリス映画）
| 年   | 受賞者                                                                     | 作品                                                |
| ---- | -------------------------------------------------------------------------- | --------------------------------------------------- |
| 1991 | ロディ・ドイル、ディック・クレメント、イアン・ラ・フレネ                   | 『ザ・コミットメンツ』                              |
| 1992 | ニール・ジョーダン                                                         | 『クライング・ゲーム』                              |
| 1993 | ロディ・ドイル                                                             | 『スナッパー』                                      |
| 1994 | リチャード・カーティス                                                     | 『フォー・ウェディング』                            |
| 1995 | アラン・ベネット                                                           | 『英国万歳!』                                       |
| 1996 | エマ・トンプソン                                                           | 『いつか晴れた日に』                                |
| 1997 | サイモン・ボーファイ                                                       | 『フル・モンティ』                                  |
| 1998 | ガイ・リッチー                                                             | 『ロック、ストック&トゥー・スモーキング・バレルズ』 |
| 1999 | アユブ・ハーン＝ディン                                                     | 『ぼくの国、パパの国』                              |
| 2000 | クリストファー・ノーラン                                                   | 『メメント』                                        |
| 2001 | リチャード・カーティス、アンドリュー・デイヴィス、ヘレン・フィールディング | 『ブリジット・ジョーンズの日記』                    |
| 2002 | スティーヴン・ナイト                                                       | 『堕天使のパスポート』                              |
| 2003 | デヴィッド・ヘアー                                                         | 『めぐりあう時間たち』                              |
| 2004 | マイク・リー                                                               | 『ヴェラ・ドレイク』                                |

### プロデューサー賞（イギリス国内）
| 年   | 受賞者                                                                             | 作品                                 |
| ---- | ---------------------------------------------------------------------------------- | ------------------------------------ |
| 1991 | ロジャー・ランドール＝カトラー、リンダ・マイルズ                                   | 『ザ・コミットメンツ』               |
| 1992 | スティーヴン・ウーリー、エリザベス・カールセン                                     | 『クライング・ゲーム』               |
| 1993 | ケネス・ブラナー                                                                   | 『から騒ぎ』                         |
| 1994 | ダンカン・ケンウォーシー                                                           | 『フォー・ウェディング』             |
| 1995 | サイモン・フィールズ、ピーター・チェルソム                                         | 『ファニー・ボーン/骨まで笑って』    |
| 1996 | アンドリュー・マクドナルド                                                         | 『トレインスポッティング』           |
| 1997 | ウベルト・パゾリーニ                                                               | 『フル・モンティ』『パルーカヴィル』 |
| 1998 | アリソン・オーウェン、エリック・フェルナー、ティム・ビーヴァン                     | 『エリザベス』                       |
| 1999 | レスリー・ウドウィン                                                               | 『ぼくの国、パパの国』               |
| 2000 | グレッグ・ブレンマン、ジョン・フィン                                               | 『リトル・ダンサー』                 |
| 2005 | サイモン・チャニング・ウィリアムス                                                 | 『ナイロビの蜂』                     |
| 2006 | ティム・ビーヴァン、エリック・フェルナー、ポール・グリーングラス、ロイド・レヴィン | 『ユナイテッド93』                   |

### 外国語映画賞
| 年   | 受賞作                                      | 監督                                         | 制作国                                                           |
| ---- | ------------------------------------------- | -------------------------------------------- | ---------------------------------------------------------------- |
| 1980 | 『マリア・ブラウンの結婚』                  | ライナー・ヴェルナー・ファスビンダー         | 西ドイツ                                                         |
| 1980 | 『アンギィ・ヴェラの青春』                  | パル・ガボール                               | ハンガリー                                                       |
| 1981 | 『鉄の男』                                  | アンジェイ・ワイダ                           | ポーランド                                                       |
| 1982 | 『メフィスト (1981年の映画)』               | サボー・イシュトヴァーン                     | ハンガリー                                                       |
| 1983 | 『YOL』                                     | シェリフ・ギョレン                           | トルコ                                                           |
| 1984 | 『田舎の日曜日』                            | ベルトラン・タヴェルニエ                     | フランス                                                         |
| 1985 | 『HEIMAT』                                  | エドガー・ライツ                             | 西ドイツ                                                         |
| 1986 | 『乱』                                      | 黒澤明                                       | 日本                                                             |
| 1987 | 『愛と宿命の泉 PARTI/フロレット家のジャン』 | クロード・ベリ                               | フランス                                                         |
| 1988 | 『バベットの晩餐会』                        | ガブリエル・アクセル                         | デンマーク                                                       |
| 1989 | 『さよなら子供たち』                        | ルイ・マル                                   | フランス                                                         |
| 1990 | 『ニュー・シネマ・パラダイス』              | ジュゼッペ・トルナトーレ                     | イタリア                                                         |
| 1991 | 『シラノ・ド・ベルジュラック』              | ジャン＝ポール・ラプノー                     | フランス                                                         |
| 1992 | 『紅夢』                                    | チャン・イーモウ                             | 香港 中国                                                        |
| 1993 | 『愛を弾く女』                              | クロード・ソーテ                             | フランス                                                         |
| 1994 | 『さらば、わが愛/覇王別姫』                 | チェン・カイコー                             | 香港 中国                                                        |
| 1995 | 『イル・ポスティーノ』                      | マイケル・ラドフォード                       | イタリア                                                         |
| 1996 | 『レ・ミゼラブル』                          | クロード・ルルーシュ                         | フランス                                                         |
| 1997 | 『リディキュール』                          | パトリス・ルコント                           | フランス                                                         |
| 1998 | 『Shall we ダンス?』                        | 周防正行                                     | 日本                                                             |
| 1999 | 『オール・アバウト・マイ・マザー』          | ペドロ・アルモドーバル                       | スペイン                                                         |
| 2000 | 『グリーン・デスティニー』                  | アン・リー                                   | アメリカ合衆国                                                   |
| 2001 | 『アメリ』                                  | ジャン＝ピエール・ジュネ                     | フランス                                                         |
| 2002 | 『天国の口、終りの楽園。』                  | アルフォンソ・キュアロン                     | メキシコ                                                         |
| 2003 | 『グッバイ、レーニン!』                     | ヴォルフガング・ベッカー                     | ドイツ                                                           |
| 2004 | 『モーターサイクル・ダイアリーズ』          | ウォルター・サレス                           | ブラジル                                                         |
| 2005 | 『ヒトラー 〜最期の12日間〜』               | オリヴァー・ヒルシュビーゲル                 | ドイツ                                                           |
| 2006 | 『ボルベール〈帰郷〉』                      | ペドロ・アルモドーバル                       | スペイン                                                         |
| 2007 | 『善き人のためのソナタ』                    | フロリアン・ヘンケル・フォン・ドナースマルク | ドイツ                                                           |
| 2008 | 『戦場でワルツを』                          | アリ・フォルマン                             | イスラエル                                                       |
| 2009 | 『ぼくのエリ 200歳の少女』                  | トーマス・アルフレッドソン                   | スウェーデン                                                     |
| 2010 | 『神々と男たち』                            | グザヴィエ・ボーヴォワ                       | フランス                                                         |
| 2011 | 『別離』                                    | アスガル・ファルハーディー                   | イラン                                                           |
| 2012 | 『君と歩く世界』                            | ジャック・オーディアール                     | フランス ベルギー                                                |
| 2013 | 『アデル、ブルーは熱い色』                  | アブデラティフ・ケシシュ                     | フランス                                                         |
| 2014 | 『裁かれるは善人のみ』                      | アンドレイ・ズビャギンツェフ                 | ロシア                                                           |
| 2015 | 『ルック・オブ・サイレンス』                | ジョシュア・オッペンハイマー                 | デンマーク · フィンランド · インドネシア · ノルウェー · イギリス |
| 2016 | 『ありがとう、トニ・エルドマン』            | マーレン・アデ                               | ドイツ · オーストリア                                            |
| 2017 | 『エル ELLE』                               | ポール・バーホーベン                         | フランス ベルギー ドイツ                                         |
| 2018 | 『COLD WAR あの歌、2つの心』                | パヴェウ・パヴリコフスキ                     | ポーランド イギリス フランス                                     |
| 2019 | 『燃ゆる女の肖像』                          | セリーヌ・シアマ                             | フランス                                                         |
| 2020 | 『アナザーラウンド』                        | トマス・ヴィンターベア                       | デンマーク · オランダ · スウェーデン                             |
| 2021 | 『ドライブ・マイ・カー』                    | 濱口竜介                                     | 日本                                                             |